# Amy Rule

a Compétitions nationales et continentales officielles uniquement.

b Matchs officiels uniquement.
Dernière mise à jour le 16 juin 2025.
Amy Rule, née le 15 juillet 2000 à Lumsden (Nouvelle-Zélande), est une joueuse internationale néo-zélandaise de rugby à XV évoluant au poste de pilier. Elle représente la province de Canterbury en Farah Palmer Cup et joue avec la franchise de Matatū en Super Rugby Aupiki. Elle rejoint les Exeter Chiefs après la Coupe du monde 2025.

## Biographie
Amy Rule naît le 15 juillet 2000 à Lumsden en Nouvelle-Zélande. Elle débute la pratique du rugby à XV en 2017, au lycée d'Aparima. C'est une amie qui l'incite à l'accompagner à un entrainement. Son lycée n'ayant pas de section féminine, elle joue dans une sélection locale qui regroupe les joueuses sans équipe. Elle ne connait pas encore toutes les règles quand elle joue son premier match. Elle rejoint toute équipe ayant besoin de joueuses : elle estime avoir porté une dizaine de maillots différents pendant la saison scolaire. Ses qualités sont immédiatement remarquées et elle est sélectionnée par la province d'Otago pour disputer sa première Farah Palmer Cup en 2018. Elle bénéficie du soutien de sa famille, qui la conduit sur de longs trajets pour qu'elle puisse s'entrainer à Dunedin.
Elle part ensuite étudier à l'université de Canterbury où elle est immédiatement sélectionnée avec la province : sa deuxième saison se conclut par un titre national. Elle entre dans le giron des Black Ferns avec des convocations en stages nationaux.
Après un nouveau titre national en 2020 contre Waikato, elle joue avec l'équipe des Barbarians néo-zélandaises, une sorte d'équipe nationale bis qui permet d'organiser un match en pleine pandémie de Covid-19.
Encore en finale de Farah Palmer Cup, Canterbury est cette fois-ci battu par Waikato. Amy Rule fait ses débuts internationaux en novembre 2021 contre l'Angleterre, lors d'une tournée européenne décevante où les Black Ferns perdent leurs quatre tests.
En 2022, elle joue pour la franchise de Matatū dans le premier Super Rugby Aupiki. Elle est sélectionnée pour la première édition de la Pacific Four Series, puis remporte un troisième titre national avec Canterbury face à Auckland. Elle compte six sélections en équipe nationale quand elle est retenue en septembre pour disputer la Coupe du monde organisée en Nouvelle-Zélande. Elle marque un essai en finale lors de la victoire contre l'Angleterre, devant 42000 spectateurs.
L'année 2023 commence par un nouveau titre : cette fois-ci le Super Rugby Aupiki, remporté par Matatū ; elle inscrit le premier essai de la finale. Le lundi suivant, elle est à l’entrainement avec les Brumbies pour disputer le Super Rugby Women's australien, où son équipe va jusqu'en demi-finale. En Farah Palmer Cup, Canterbury s'incline cette fois en finale contre Auckland. À l'automne, elle participe au WXV.
En 2024, son équipe termine troisième du Super Rugby Aupiki et ne peut défendre son titre. Elle est appelée avec les Black Ferns pour la Pacific Four Series puis le WXV,.
En 2025, elle dispute la finale du Super Rugby Aupiki (défaite face aux Blues 19-26). Appelée en équipe nationale, elle remporte la Pacific Four Series. Au mois de juin, elle signe avec le club anglais des Exeter Chiefs.

## Palmarès

### En franchise et province
- Vainqueur de la Farah Palmer Cup en 2019, 2020 et 2022.
- Finaliste de la Farah Palmer Cup en 2021 et 2023.
- Vainqueur du Super Rugby Aupiki en 2023.
- Finaliste du Super Rugby Aupiki en 2025.

### En équipe nationale
- Vainqueur de la Coupe du monde en 2021.
- Vainqueur de la Pacific Four Series en 2022, 2023 et 2025.